# De zonnetempel
De zonnetempel (oorspronkelijke, Franstalige titel: Le Temple du Soleil) is het veertiende album uit de reeks Kuifje-strips van de Belgische tekenaar Hergé (1907-1983) en het vervolg op De zeven kristallen bollen. Het verhaal stond van 19 december 1946 tot en met 22 april 1948 als vervolgverhaal in de weekbladen Kuifje en Tintin. Een jaar later was de eerste albumuitgave. In 1977 verscheen een nieuwe Nederlandse vertaling.

## Verhaal

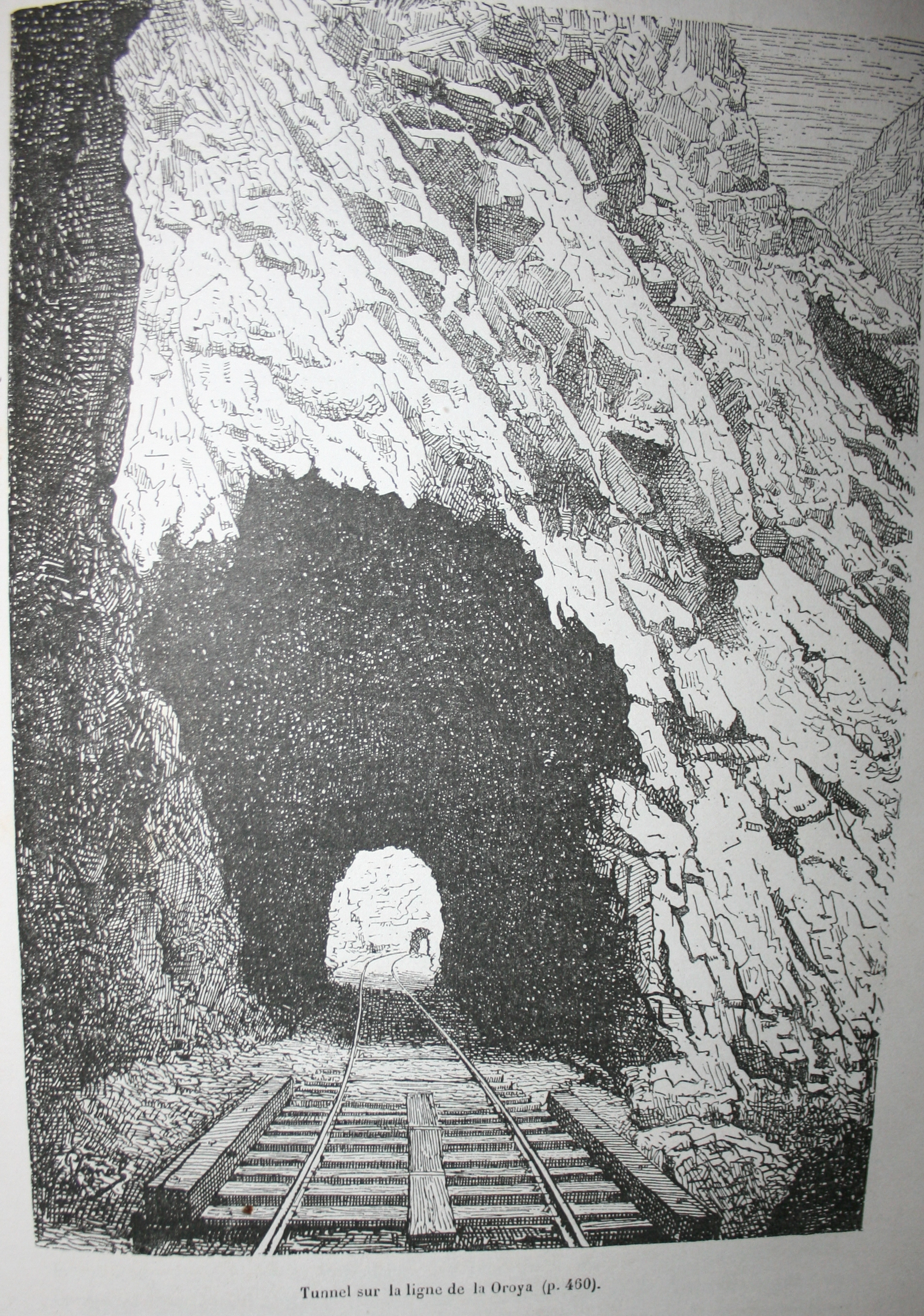
Spoorweg naar La Oroya, Charles Wiener. Twee tunnelingangen zijn in De zonnetempel geïnspireerd op deze afbeelding

Kuifje en kapitein Haddock komen met een vliegtuig uit Europa aan in Callao (Peru), waar ze op zoek gaan naar de ontvoerde professor Zonnebloem die zich aan boord van de Pachacamac, een schip dat hier in de haven ligt, moet bevinden. Ze verblijven een nacht in een hotel. Kuifje slaagt er de volgende dag in om aan boord van het schip te komen en hij vindt Zonnebloem slapend in een van de kajuiten. Kuifje wordt betrapt door Chiquito, de voormalige variété-assistent van generaal Alcazar, die hem wil doden. Kuifje kan ternauwernood van het schip ontsnappen en voegt zich weer bij kapitein Haddock, die een eindje verderop in een sloep zit. Even later ziet Kuifje, terwijl hij zich achter een grote steen schuilhoudt, hoe Zonnebloem door een paar mannen aan land wordt gebracht en weggevoerd.
Kuifje en Haddock besluiten nu het Peruaanse binnenland in te gaan. Ze nemen een trein, die echter blijkt te zijn gesaboteerd; de wagen waar ze in zitten wordt onderweg losgekoppeld en bovendien is de rem onklaar gemaakt. Ze kunnen nog net op tijd uit de wagen springen voordat die in een ravijn stort. Het is nu wel duidelijk dat er voor Kuifje en Haddock een hinderlaag was opgezet, waarschijnlijk om te verhinderen dat ze Zonnebloem terugvinden.
Kuifje en Haddock vervolgen hun tocht te voet en komen aan in Jauga. Ze ondervragen enkele willekeurige mensen en gaan ook naar de politie, maar niemand durft hun meer informatie te geven. De commissaris zegt dat hij onlangs iemand heeft gezien die aan Zonnebloems signalement voldoet, maar trekt zijn hele verhaal ineens weer in als Kuifje uitlegt dat Zonnebloem is ontvoerd door de indianen; kennelijk is men hier bang om de ontvoerders te verraden. Nadat Kuifje een jonge straatventer, Zorrino, verdedigt tegen twee mannen die hem mishandelen, schenkt een onbekende indiaan Kuifje als dank een amulet die gevaar op afstand zou houden.
Kuifje en Haddock reizen samen met Zorrino, die het gebied goed kent, door het Andesgebergte op zoek naar een verborgen Incatempel, waar Zonnebloem gevangen zou worden gehouden. Ze moeten eerst dwars door een oerwoud, waar ze zich allerlei wilde dieren van het lijf moeten houden. Vervolgens weten ze te ontkomen aan een groep bandieten die hen probeert uit te schakelen en die eerder opdracht hebben gegeven om de trein te saboteren.
Per toeval komen ze bij de verborgen Inca-tempel, waar ze door de indianen worden gevangengenomen. Het blijkt dat deze Inca's inderdaad Zonnebloem gevangen houden; ze willen hem en de andere Europese geleerden straffen omdat zij de oude Inca-heiligdommen hadden opgegraven en meegenomen naar Europa. Onder de indianen is ook Chiquito. Als de Inca's zien dat Kuifje een amulet bij zich draagt, maakt een van de anderen zich bekend als Huascar, de vreemdeling die Kuifje dit ding heeft gegeven. Inmiddels heeft Kuifje de amulet afgestaan aan Zorrino, waarmee die is gered maar wel voor de rest van zijn leven bij de indianen zal moeten blijven. Vervolgens wordt besloten dat Kuifje en Haddock niet meteen zullen sterven, maar binnen dertig dagen verbrand zullen worden in een openbare terechtstelling, samen met Zonnebloem. De dag en het tijdstip mogen ze zelf kiezen.
Kuifje vindt in hun gevangenis een oud krantenartikel dat een zonsverduistering aankondigt en hier maakt hij handig gebruik van om aan de terechtstelling te ontkomen. Op de dag van hun executie doet hij alsof hij de zonnegod kan commanderen. De Inca's trappen in Kuifjes list doordat ze zelf niet bekend zijn met dit astronomische fenomeen. Kuifje, Haddock en Zonnebloem worden meteen vrijgelaten. De indianen geven de drie vrienden diverse schatten mee en halen (door middel van telepathie) ook de zeven betoverde geleerden in België uit hun trance. Als tegenprestatie moeten Kuifje, Haddock en Zonnebloem tegenover de Inca-hoofdman beloven dat ze de rest van de wereld nooit iets zullen vertellen over deze verborgen beschaving.
Inmiddels zijn de twee detectives Jansen en Janssen, die aan het begin van het verhaal telefonisch werden opgeroepen, nog steeds op zoek naar Kuifje en Haddock. Ze komen op allerlei plekken in de wereld, maar niet in Zuid-Amerika.

## Achtergronden

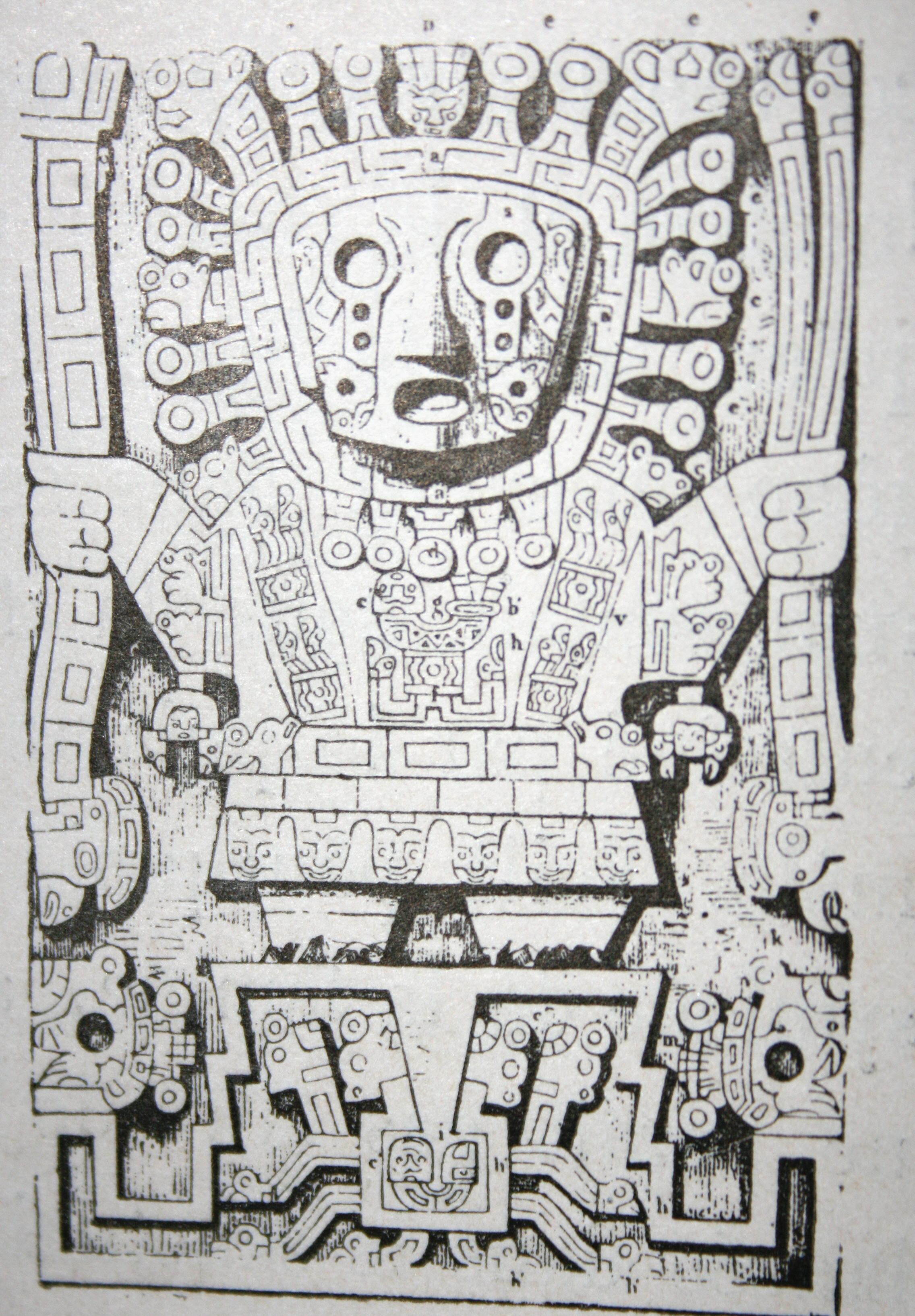
Deze foto van de Inca-oppergod Viracocha uit Perou et Bolivie van Charles Wiener uit 1880 werd gebruikt voor de afbeelding van deze godheid aan het begin en aan het eind van het album De Zonnetempel.

De zonnetempel is een direct vervolg op De 7 kristallen bollen, en vormt hiermee in feite één verhaal.
Ter voorbereiding verdiepte Hergé zich onder andere in het boek La Civilisation aztèque uit 1934. Hieruit haalde hij vooral de kennis over kleine beelden. Kennis over religieuze zaken als de zonnecultus haalde hij uit L'Épouse du soleil, een roman van Gaston Leroux. In het boek Perou et Bolivie van Charles Wiener uit 1880 stonden veel gravures. Het gaf hem de basiskennis over graftekens en Incasteden, het aardewerk dat de Inca's gebruikten, de instrumenten en veel meer. Informatie over de landschappen, woningen en kleding ontleende hij aan twee artikels uit het Geographic Magazine; In the Realm of the Sons of the Sun en The Incas: Empire Builders of the Andes. Bij het tekenen van een vaas liet Hergé zich inspireren door een Mochica-vaas die hij had gezien bij een bezoek aan de Koninklijke Musea voor Kunst en Geschiedenis. De archeologische locatie Sacsayhuamán vormde nog een andere belangrijke inspiratiebron voor het verhaal. Voor de trein en de locomotief baseerde Hergé zich op de Encyclopedia of Railways uit 1927.
Het verhaal is voor een deel uiterst realistisch uitgewerkt, tot in de details. Anderzijds bevat het enkele overduidelijk occulte elementen, met name de manier waarop de geleerden in België aan hun kwalen blijken te zijn gekomen en er uiteindelijk weer van worden genezen. De truc met de zonsverduistering heeft een historisch precedent: Christoffel Columbus bezwoer in 1504 op soortgelijke wijze een opstand van Jamaicanen dankzij een maansverduistering die op een astronomische kalender van de jaren 1475–1506 in een almanak van Abraham Zacuto was aangekondigd. Hergé realiseerde zich overigens zelf dat het niet heel realistisch is dat Inca's met een zonsverduistering om de tuin zouden kunnen worden geleid, aangezien zij de bewegingen van de zon door en door kennen. Ze zouden Kuifjes truc dus in werkelijkheid meteen hebben doorzien. De ontvoering door een condor van Bobbie doet denken aan een soortgelijke ontvoering van Robert Grant in De Kinderen van Kapitein Grant van Jules Verne.

## Bewerkingen
De Belvision-studio heeft in 1969 een tekenfilm van dit verhaal uitgebracht. Ook is dit verhaal opgenomen in de tweede tekenfilmserie uit 1992.
In 2001 kwam er ook een musical op basis van het verhaal uit, Kuifje: De Zonnetempel.

## Trivia
- Kuifje richt zich bij het "oproepen" van de zonsverduistering rechtstreeks tot Pachacamac, de belangrijkste god van de Inca's.
- Een running gag is dat kapitein Haddock herhaaldelijk door lama's in zijn gezicht gespogen wordt, en uiteindelijk wraak neemt door zelf water in het gezicht van een lama te spugen.

## Verwijzingen elders
- In het Steven Sterk-album De twaalf werken van Steven Sterk wordt door booswichten ook een spoorwagen afgekoppeld. Steven merkt kordaat op: "Dat begint hier op de avonturen van Kuifje te lijken!"